# Jane Martha St. John

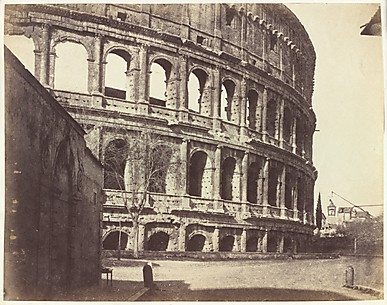
Jane Martha St. John, kalotypie Kolosea 1855–1860

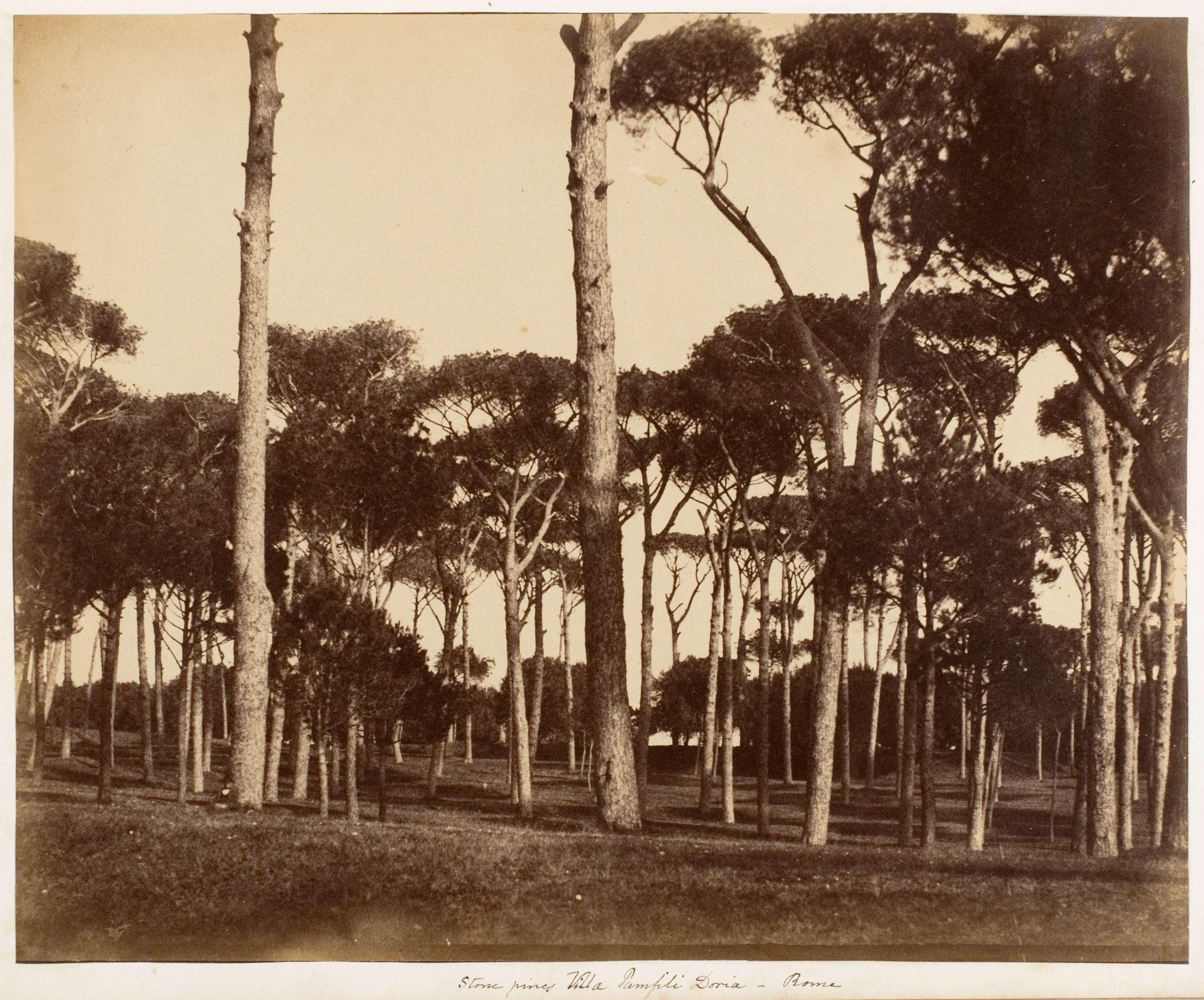
Stone Pines, Villa Pamfili Doria, Řím, 1856

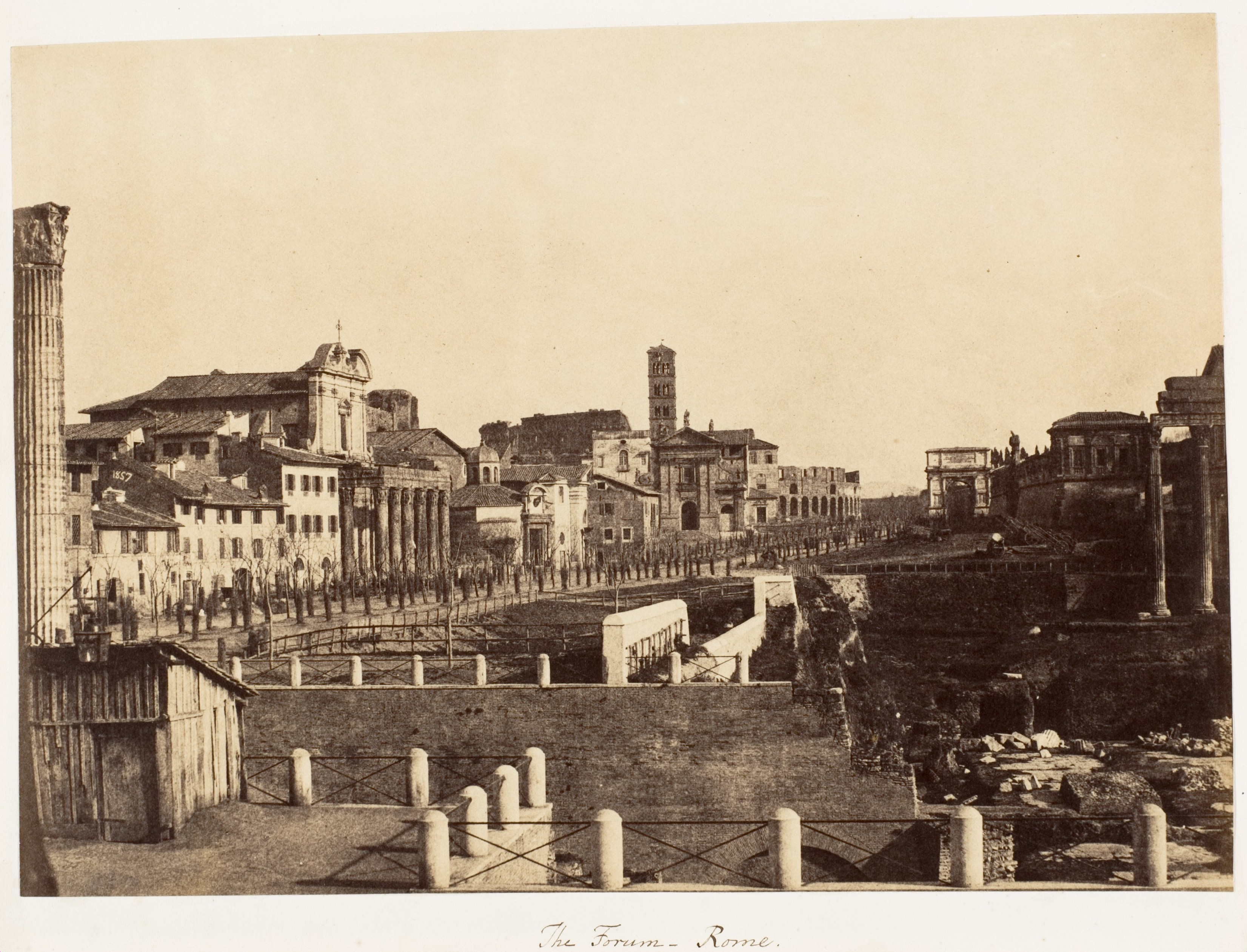
Forum, Řím, 1853–56

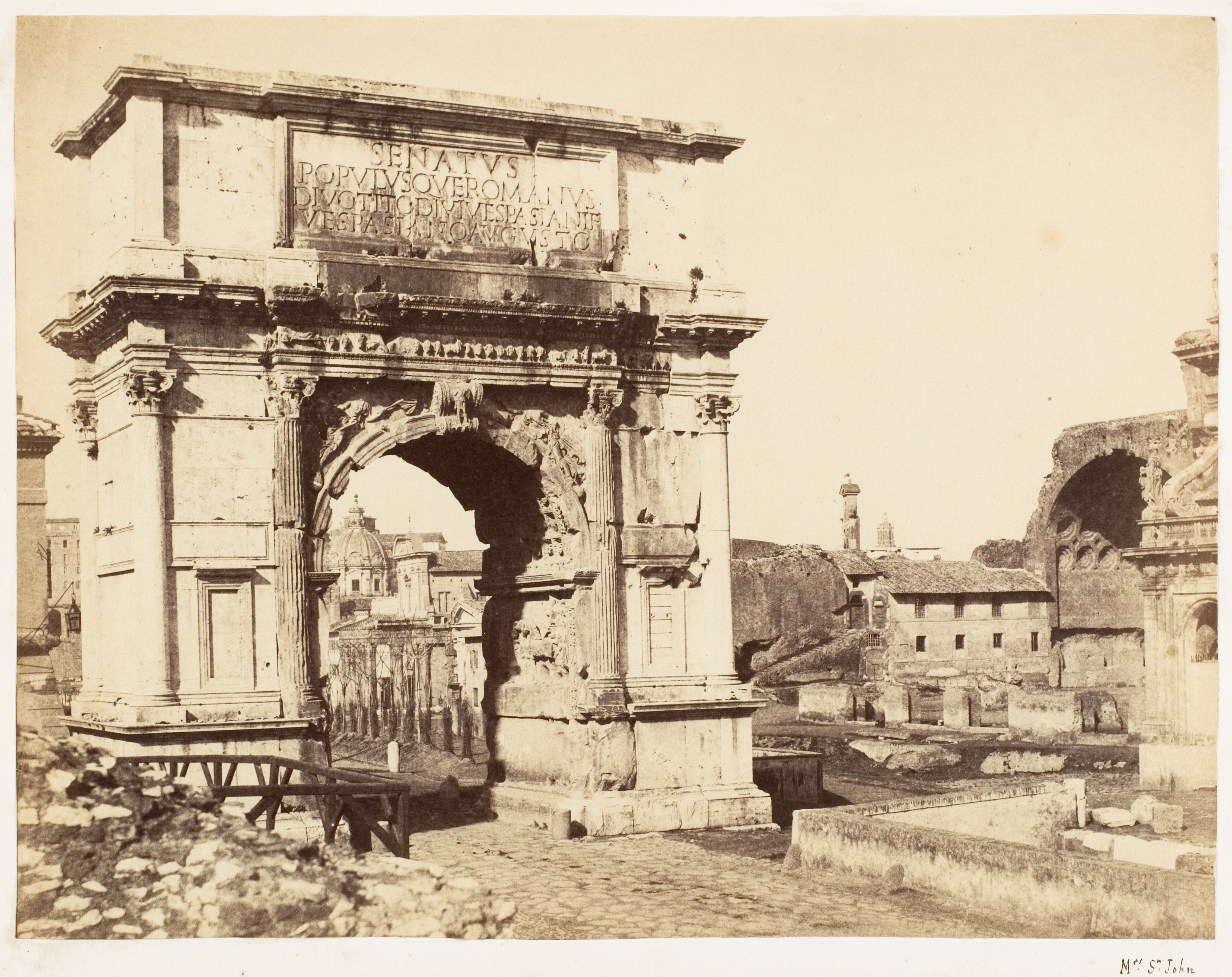
Titův oblouk, 1853–56

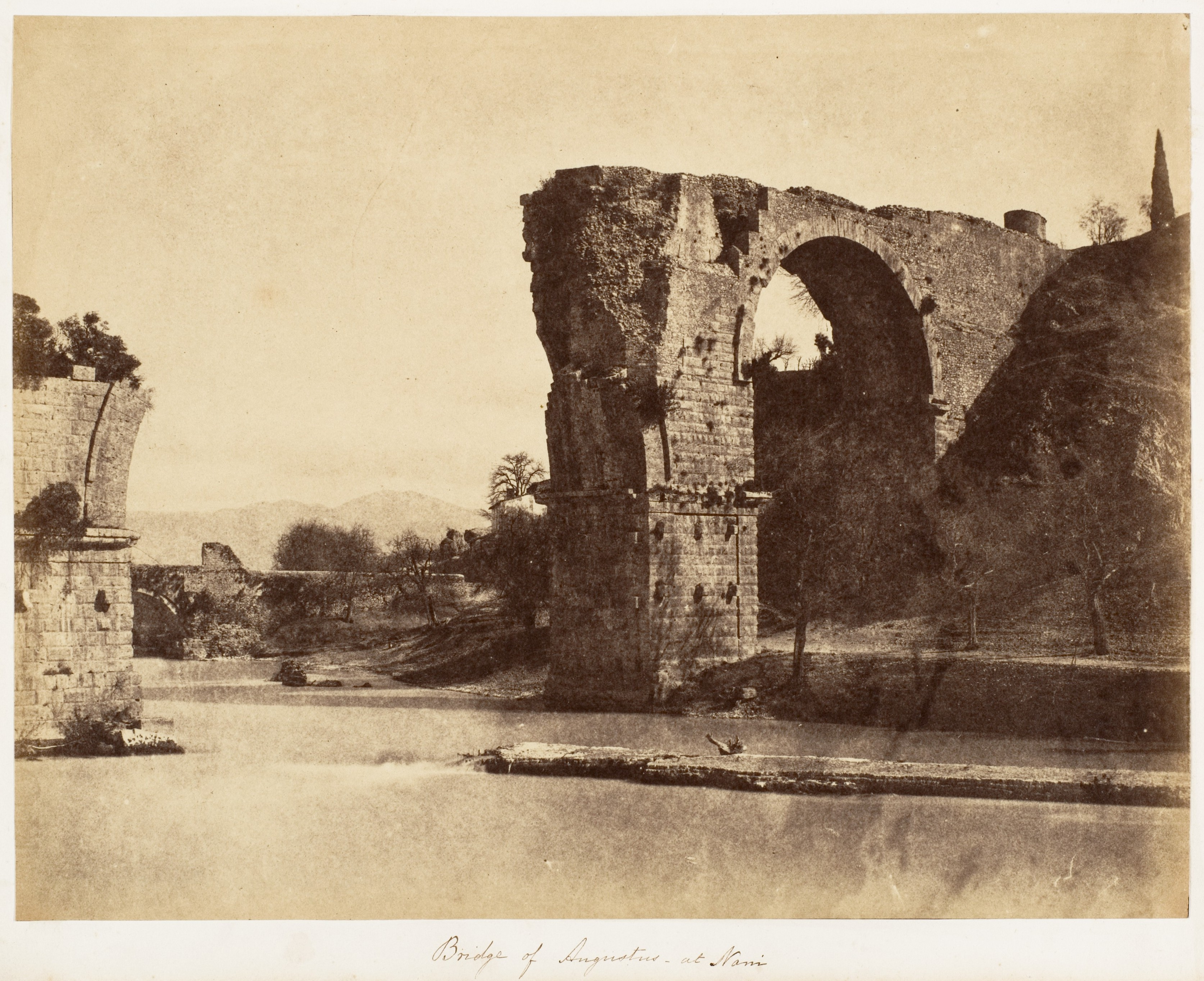
Ponte d'Augusto (Narni), 1853–56

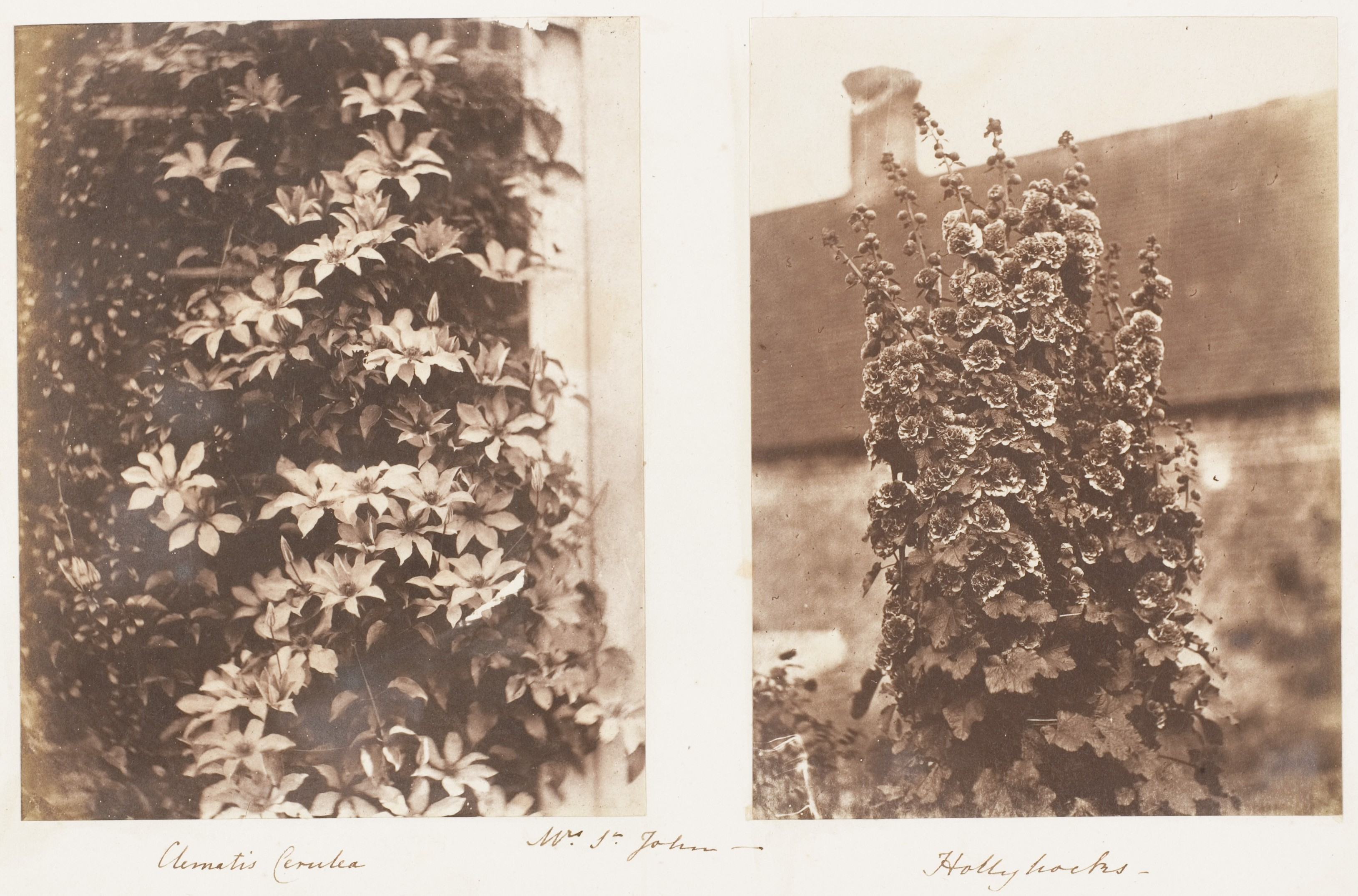
Clematis Cerulea; Hollyhocks, 1853–56

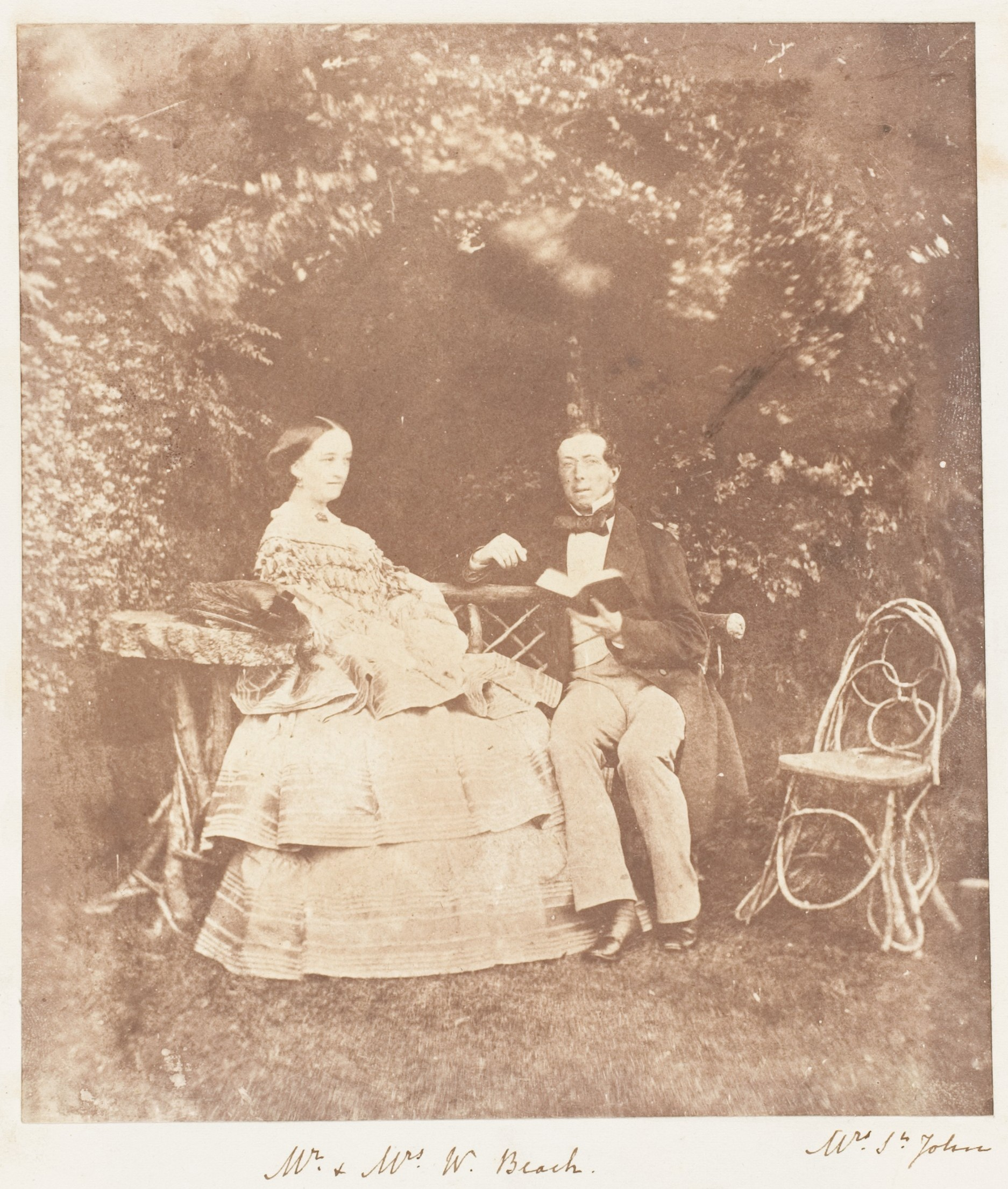
Pan a paní W. Beachovi, 1853–56

Jane Martha St. Johnová (roz. Hicks Beachová, 1801–1882) byla anglická fotografka. Je známá kalotypiemi Říma a dalších měst v Itálii. Fotografie jsou uložené ve sbírkách muzea J. Paula Gettyho a Metropolitního muzea umění. St. John vyhotovila více než stovku fotografií koncem padesátých let 19. století, když cestovala se svým manželem po Itálii. Její zasvěcení do fotografie pravděpodobně vyplývalo z přátelství, které měla její rodina s Johnem Dillwynem Llewelynem a vynálezcem Talbotem. St. John fotografovala portréty, cesty a domovní zahrady. Fotografie hotelu Étrangers v Neapoli a výhled na nábřeží jsou pro tehdejší období velmi pozoruhodné. Na rozdíl od svých současníků se zajímala především o zachycení scén vlastních cest, ale i tak byly její snímky velmi pečlivě komponovány. To je zvláště patrné na její fotografii Římského kolosea s přilehlým Konstantinským obloukem. Její individuální přístup k její práci činí St. John jednou z nejzajímavějších amatérských fotografek poloviny 19. století.

## Životopis
Jane Martha St. John se narodila jako Jane Martha Hicks Beachová dne 24. července 1801 na Williamstrip Park, Coln St. Aldwyn, Gloucestershire. Byla čtvrtou dcerou Michaela Hickse (Beach, 1760–1830) a Henrietta Maria Beach (1760–1837). Rodina byla obzvláště bohatá, protože její matka zdědila velké pozemky ve Wiltshire a Williamstrip v Gloucestershire.
Když bylo Jane Martě devět let, její tři sestry a dva její bratři zemřeli. Její bratr Michael, starší o 21 let, se oženil. Její bratr William, o 18 let starší, absolvoval vzdělání v Eton College a v Edinburghu, byl poslancem pro Marlborough a nechal ji jako samotné dítě doma. Vzhledem k tomu, že její otec byl poslanec pro Cirencester a majitel velkých pozemků, hlavní poslání dítěte mělo pravděpodobně působit jako společník matce.
Když bylo Janě Martě 14 let, její bratr Michael zemřel na sluneční úpal během dovolené, když opustil svou matku se svou nevlastní dcerou, kterou matka zjevně neměla ráda. Jane Martha se stala ochránkyní své matky, jak je vidět z její korespondence se švagrovou v té době, která taktně naznačuje, že zůstává mimo Williamstrip.
V roce 1832 zemřel jejich strýc Wither Bramston a přenechal svou čtvrť Oakley Hall v Hampshire bratrovi Jany Marthy, Williamovi, který tam žil se svou mladou rodinou. Jane Martha se k němu přidala možná hned, nebo až poté, co v roce 1837 zemřela matka. V tom okamžiku se už jistě přestěhovala do Oakley, aby udržovala dům svého bratra a pomáhala starat se o jeho děti. Existuje dokumentární důkaz, že Jane Martha Hicks Beachová, obdržela na toto jméno korespondenci adresovanou do Oakley. V roce 1844/45 William, spolu s Jane Marthou a dětmi, odjeli do Německa na prodlouženou dovolenou. Mohla to být inspirace, aby ji vzal později do Itálie.
Jane Martha se seznámila s Edwardem Williamem St. Johnem, jediným synem reverenda Edwarda St. Johna a jeho manželky Mary z nedalekého statku v Ashe Park. Dne 24. února 1848 se Jane Martha, bylo jí 47 let, a Edward vzali na rodinném sídle Hickse Beache ve Williamstripu. Její oddanost Edwardovi je vidět ze všech fotografií, které umístila do svého alba. Pravděpodobně to bylo v roce 1848, když je jejich bratr William nechal bydlet na svém panství v Oakley Cottage, ale pochopitelně neviděl potřebu písemného souhlasu se svou sestrou. Teprve po jeho smrti dne 22. listopadu 1856 byla s Edwardem St. Johnem podepsána smlouva o pronájmu od jeho syna Williama Withera Bramstona Beache.
V dalších letech sestřenka Emma Thomasina Talbotová posílala Janě Martě kopie rodinných fotografií pořízených jejím manželem, průkopníkem fotografie Johnem Dillwynem Llewelynem (později součástí rodinného alba Jany Marthy). Emma se od samého začátku zajímala o fotografování a pomáhala svému manželovi s tiskem.
Když Jane Martha St. John konečně získala svou vlastní fotografickou kameru někdy v padesátých letech 19. století, posílala své fotky svým přátelům a rodině. Některé je možné vidět v albu dcery Emmy Charlotte (1837–1929) její sestřenice Emmy Thomasiny, nyní ve sbírce Metropolitního muzea umění. Až do konce padesátých let 19. století Jane vytvářela vlastní rodinné album, které používala pro fotografie, které získala od ostatních, stejně jako těch, které sama nafotografovala.
Na konci padesátých let 19. století vyrazili Jane a Edward vybaveni fotoaparátem a citlivými papíry na cestu přes Francii do Itálie, kde více než stokrát umístila kameru, aby zaznamenala scény, které se jí nejvíce líbily. Její album tohoto turné, které obsahuje sto šest italských pohledů, je nyní v muzeu J. Paula Gettyho.
V rodině, která zažila tolik předčasných úmrtí, byla Jane výjimkou. Zemřela v Oakley dne 18. listopadu 1882 v 81. letech. Její manžel Edward St. John zemřel o čtyři roky později, 18. dubna 1886.

## Kdo byl mentorem?
Zdá se, že se Jane Martha na začátku svého fotografování neobrátila ani na svého vzdáleného bratrance Williama Foxe Talbota, ani na Johna Dillwyna Llewelyna (manžel její velšské sestřenice Emmy Thomasiny). Zdá se, že nebyla s Talbotem v kontaktu poté, co byl odvezen na Williamstrip, když mu bylo patnáct. Pokud jde o Llewellyna, Jane Martha v Penllergare nikdy žádné fotografie nepořídila. Ani Llewellyn na Oakley Cottage v jejím albu není, a jistě by tu příležitost nevynechala. Llewellynova manželka a Janina sestřenice Emma Thomasina ji navštívili kolem roku 1865, návštěva je zaznamenaná v albu a víme, že Jane zůstala v kontaktu se svými bratranci v Glamorganu. Zdá se, že její album nám dává důvod k tvrzení, že získala svého vlastního mentora.
Do alba, které bylo téměř zcela vyhrazeno pro ni a Edwardovu rodinu, umístila outsidera Petera Wickense Frye, a to hned na první stranu, před všechny ostatní, dokonce před portréty dětí, které pomohla vychovat. Zdá se, že Peter Fry jí poskytl pomoc a radu, kterou potřebovala, než se vydala na cestu do Itálie. Také to byl pravděpodobně Peter Fry, který ji naučil pracovat s kolodiovým procesem, který používala v následujících letech.

## Vztah s rodinou Talbotů
John Ivory Talbot (1687–1772) z Lacock Abbey Wiltshire, si vzal ctihodnou Mary Manselovou (1696–1735) dceru Thomase, 1. lorda Mansela z Margamu, Glamorgan. Měli spolu tři děti: Johna, Thomase a Marthu Talbotovi.
- John (1717–1778) dědic Lacock, vzal si Elizabeth Stoneovou v roce 1742, ale neměli žádného potomka.

- Thomas (1719–1758) dědic Margama a Penrice, si vzal Jane Beach 1726–1768 dceru Thomase Beache (1684–1753) z Netheravonu a Keevilu. Jejich syn Thomas Mansel Talbot (1747–1813) se oženil v roce 1794 s Mary Lucy Fox Strangwaysovou, druhou dcerou Henryho Thomase Foxe Strangwayse, 2. hrabě z Ilchesteru. Z tohoto svazku přišla linie Mansela Talbota a velká rodina; Christopher “Kit„ Rice Mansel Talbot a jeho šest sester, z nichž jedna si vzala Johna Dillwyna Llewelyna.

- Martha (? -1790) si vzala Williama Davenporta (1725–1781) a jejich syn William Davenport Talbot (1763–1800), zdědil roku 1772 Lacock po svém strýci Johnovi, a v roce 1776 si vzal Elizabethu Theresu Fox Strangwaysovou, sestru Marie Lucy, a první dceru 2. hraběte z Ilchesteru. Spolu měli jednoho syna Henryho Foxe Talbota.

- William Beach (1719–1790) syn Thomase Beache a bratr Jane Beachové, si vzal Annu Witherovou (1718–1788) z Hall Place (později Oakley Hall), Oakley v Hampshire.[12] Jejich dcera Henrietta Maria Beachová (1760–1837) si vzala Michaela Hickse 1760–1830 a po smrti jejího otce v roce 1790 vytvořila rodinnou linii Hicks Beach. Byli to rodiče “naší„ fotografky Jane Marthy St. Johnové, rozené Hicks Beachové. [13]

## Rodinné album
V roce 1992 bylo v aukci nábytku a movitého majetku ve Williamstrip Park, Gloucestershire, prodáno album fotografií. Album se ukázalo být osobním rodinným albem Jane Marthy St. Johnové a pomohlo rozluštit mnoho nejasností v její biografii.
Album bylo v pevné zelené vazbě se zlatým pásem na hraně, stránky mají vodoznak JOYNSON 1854 a měří přibližně 225x197mm, obsahuje 96 fotografií uspořádaných na 87 stranách, které jsou číslovány ručně 1 až 90, ale stránky 23 a 40 chybí (jedna je pravděpodobně v kolekci Swansea Museum) a strana 90 je nevyužitá. Na začátku jsou známé fotky Johna Dillwyna Llewelyna z roku 1853; ty pravděpodobně vytiskla a poslala Janě Martě St. Johnové její neteř Emma Thomasina Talbotová. Další fotografie jsou z parku Williamstrip, jsou datovány ručně “květen 1861„.
Album se pravděpodobně po smrti Edwarda St. Johna udrželo v Oakley Hall v Hampshire až do roku 1931, kdy William Guy Hicks Beach (1891–1953), pravnuk bratra Jany Marthy, vyhlásil bankrot a nemovitost v Oakley, dědictví po otci Archibaldovi před sedmi lety, bylo prodán spekulantovi, který co koupil, tak okamžitě prodal. Rodina na to nebyla upozorněna, ale dokázala koupit nějaké věci zpět a pravděpodobně se tak album vrátilo do rodného města Jane Marty Williamstrip Parku v Gloucestershire, kde se objevilo v roce 1992.
Někdo v rodině se pokoušel umístit jména na některé tváře a zaznamenat je do alba. Z titulu a formality jmen je pravděpodobné, že k tomu došlo ve třicátých letech 20. století.

## Děti a zvířata
Jane Martha neměla vlastní děti, ale pro mnohé byla teta. Všem příbuzným ze své rodiny, jak z anglické, tak i z velšské strany byla během svého dlouhého života známá jako “teta Jane St. John„. Pravděpodobně ji to odlišovalo od jiné tety Jane v této velmi rozvětvené rodině. Také ráda fotografovala děti svých neteří a synovců, jak je vidět z její tvorby. Z jejích rodinných fotografií je jasné, že Jane milovala zvířata. Poníci, psi, koza a papoušek Polly, se zdají být součástí domácnosti, zvláště pes Peter, který je na rodinných fotografiích téměř vždy přítomen.

## Publikovaná díla s odkazem na Jane Marthu St. Johnovou
V knížce Impressed by Light: British Photographers from Paper Negatives, 1840–1860, publikované v roce 2007 Metropolitním muzeem umění (New York), Roger Taylor píše na konci svého článku o St. Johnové: “Ačkoli je nepravděpodobné, že byla někdy považována za skvělou fotografku, St. Johnová byla jistě jednou z nejzajímavějších amatérek poloviny devatenáctého století, a to nejen proto, že byla žena, ale proto, že její postoj k tvorbě snímků a fotografování byl velmi originální.„ Tento článek je doprovázen 12 deskami z alba Jane Martha St. Johnové s italskými pohledy.

## Stálé sbírky
- Metropolitní muzeum umění (New York City)[15]
- Muzeum J. Paula Gettyho (Kalifornie)[3]
- Muzeum Swansea[16]